# Theridion musivivoides
Theridion musivivoides är en spindelart som beskrevs av Schmidt och Krause 1995. Theridion musivivoides ingår i släktet Theridion och familjen klotspindlar. Inga underarter finns listade i Catalogue of Life.